# Marco Visconti (film 1911)
Marco Visconti è un film muto italiano del 1911 diretto da Ugo Falena.